# Walter Don
Walter Don ist ein ehemaliger deutscher Handballspieler und -trainer.

## Werdegang
Der aus Oberweser stammende Don spielte unter Trainer Rudolf Spengler mit dem TV Hüttenberg in der Handball-Bundesliga, in der Saison 1975/76 führte er die Torjägerliste der Bundesliga-Südstaffel mit 90 Treffern in 18 Einsätzen an. 1977 zog er mit der Mannschaft ins Endspiel des DHB-Pokals ein. In diesem war Don mit fünf Treffern bester Hüttenberger Torschütze, verlor das Spiel jedoch mit 14:16 gegen den VfL Gummersbach. Auch 1978 stand Don mit Hüttenberg den Gummersbachern im DHB-Pokal-Endspiel gegenüber und verlor abermals (11:14). Don erzielte drei Tore.
Nach seinem Wechsel zu den Reinickendorfer Füchsen im Jahr 1980 stieg er mit den Berlinern 1981 in die Bundesliga auf. 1984 gewann Don mit den Füchsen im DHB-Pokal das erste Endspiel, musste sich im zweiten aber mit höherer Tordifferenz geschlagen geben, sodass der TV Großwallstadt und nicht Don mit seinen Berlinern den Titel errang.
Don bestritt 18 A- und 25 B-Länderspiele für die bundesdeutsche Nationalmannschaft.
Bei der SG Wallau/Massenheim wurde er Manager und nahm als Spieler während der Saison 1986/87 gelegentlich am Training des Zweitligisten teil. Da zwischen Interimstrainer Željko Zovko und dem Verein Uneinigkeit bestand, ob Don auch in Spielen eingesetzt werden sollte, trennte sich die SG von Zovko. Don und Burkhard Keller übernahmen die Traineraufgaben, Don wurde des Weiteren als Spieler eingesetzt und trug in hohem Maße dazu bei, dass Wallau-Massenheim am Ende der Saison 1986/87 in die Bundesliga aufstieg. Er betreute die Mannschaft 1987/88 zusammen mit Keller auch in der Bundesliga-Saison 1987/88 und lief zudem als Spieler auf. Don erzielte 1988 im ersten DHB-Pokalendspiel gegen TUSEM Essen vier Tore, im Rückspiel kam er nicht zum Einsatz. Beide Partien wurden gegen Essen verloren.
Anfang der 2000er Jahre brachte er sich in die Förderung seines ehemaligen Vereins Reinickendorfer Füchse ein. Ab 2010 betreute er die SG Kleenheim als Trainer und führte sie 2011 zum Aufstieg in die 3. Liga Ost. Ab 2013 war er Trainer im Gespann mit Markus Häuser, ab 2014 mit Johannes Wohlrab. 2015 übernahm er bei der Mannschaft Manageraufgaben.
Don war bis 2016 Lehrer an der Freiherr-vom-Stein-Schule in Wetzlar. Sein Sohn Nicolai spielte für den TV Hüttenberg in der 2. Bundesliga.